# Мочалов, Михаил Александрович (художник)
Михаил Александрович Мочалов (19 января 1904, Абатское — 23 сентября 1969, Новосибирск) — советский художник, член Союза художников СССР (1933).
Участник Великой Отечественной войны.

## Биография
Родился 19 января 1904 года в селе Абатском Тобольской губернии.
После Октябрьской революции участвовал в организации комсомола и учреждений культпросвета в родном селе.
С 1922 года — член комсомола, в 1923 году — секретарь комсомольской ячейки, в 1924 году в течение трёх месяцев занимал пост председателя Абатского сельского Совета, с 1924 по 1925 — член сельсовета, в 1925 году — вводный член Абатской потребительской кооперации и член контрольной комиссии Абатского сельхозтоварищества, в 1924—1926 — член бюро Абатского РК ВЛКСМ и заведующий Абатской районной избой-читальни (одновременно с этой должностью был организатором в райполитпросвете).
Руководитель художественной самодеятельности и заведующий Абатского Народного Дома (январь—октябрь, 1926), в этом же году занимал выборную должность народного заседателя.
С 1926 по 1928 — на службе в рядах РККА. В 1928 году стал членом Ишимского ГК ВКП(б) и бюро Ишимского ГК ВЛКСМ.
С  1928 по 1931 год обучался в Омском художественно-промышленном техникуме. В 1929—1930 годах — заведующий рабочих курсов для подготовки в техникум.
В 1931 году после завершения учёбы в техникуме переехал в Новосибирск.
Член новосибирского филиала Ассоциации художников революционной России (1931—1932), руководитель инспекций искусств в краевом отделе Народного образования (1931—1934), председатель Новосибирского крайкома работников искусств (1934—1937), делегат 2-й краевой Западно-Сибирской конференции работников искусств (1937)
Соорганизатор и первый председатель краевого Западно-Сибирского (с 1937 — областного) оргкомитета Союза художников (1933—1941).

### Участие в Великой Отечественной войне
Призван на службу в 1939 году, занимал должность начальника клуба части 258-го стрелкового полка. В военное время — начальник клуба 11-го железнодорожного батальона 23-й железнодорожной бригады Дальневосточного фронта (1941—1942), политрук роты 25-го отдельного восстановительного железнодорожного батальона 10-й железнодорожной бригады Калининского фронта (1942), заместитель командира роты по политчасти (1942—1943), с 1943 года занимал должность инструктора политотдела железнодорожных войск фронта, секретаря парторганизации штаба железнодорожных войск Калининского фронта и 1-го Прибалтийского фронта (1943—1946). Был в звании майора. Удостоен ордена «Красной Звезды».

### Послевоенный период
В 1947 году проходил курсы повышения квалификации во «Всекохудожнике» под руководством Б. В. Иогансона. С 1948 по 1950 год учился на отделении работников искусств вечернего университета марксизма-ленинизма.
Был членом Центрального райкома ВКП(б) Новосибирска, членом правления и заместителем председателя НОСХ (1946—1955), депутатом городского Совета народных депутатов (1947—1959), председателем НОСХ (1955—1960).
Один из организаторов Новосибирской областной картинной галереи и её первый директор (1957—1959).
Умер 23 сентября 1969 года в Новосибирске. Похоронен на Заельцовском кладбище (квартал 40).

## Творчество
Художник создал серию работ «Строительство Новосибирской ГЭС», в которой запечатлел весь процесс возведения этого гидротехнического сооружения. В числе произведений цикла: «Шумит еще сосновый бор» (1953), «Пирс правого берега ОбьГЭСстроя» (1953), «Пирс левого берега ОбьГЭСстроя» (1953), «Здесь будет Новосибирская ГЭС» (1954), «На строительстве обводного канала Новосибирской ГЭС. В полдень» (1954); в 1955 году появились картины «На строительстве Новосибирской ГЭС», «Первый земснаряд на строительстве Новосибирской ГЭС», «На Оби в районе строительства ГЭС», «У переправы правого берега», «Индустриальный пейзаж строительства Новосибирской ГЭС»; в 1956—1957 годах — «Новосибирская ГЭС перед перекрытием» и «Штурм Оби»; с 1958 года — «Здесь было устье Берди», «Шлюзы Новосибирской ГЭС» и «У моря Обского».
Произведения Михаила Мочалова хранятся в Новосибирском государственном художественном музее.

## Выставки
- Всесибирская выставка (1947);
- Выставка художников Сибири и Дальнего Востока (Иркутск, 1956; Тюмень, 1966);
- Зональная художественная выставка «Сибирь социалистическая» (1967);
- Областные художественные выставки (с 1933)[1].